# Daiki Sugioka
Daiki Sugioka (杉岡 大暉, Sugioka Daiki, Tokio, 8 september 1998) is een Japans voetballer die als verdediger speelt bij Kashima Antlers.

## Clubcarrière
Sugioka begon zijn carrière in 2017 bij Shonan Bellmare. Sugioka veroverde er in 2018 de J.League Cup. In 3 jaar speelde hij er 95 competitiewedstrijden. Hij tekende in 2020 bij Kashima Antlers.

## Interlandcarrière
Sugioka maakte op 17 juni 2019 zijn debuut in het Japans voetbalelftal tijdens een Copa América 2019 tegen Chili.

## Statistieken
| Japans voetbalelftal | Japans voetbalelftal | Japans voetbalelftal |
| Jaar                 | Wed.                 | Dlp.                 |
| -------------------- | -------------------- | -------------------- |
| 2019                 | 3                    | 0                    |
| Totaal               | 3                    | 0                    |